# Sunny Anastasi
Sunny Anastasi (ur. 5 kwietnia 1934 w Msidzie, zm. 16 października 2012) – maltański piłkarz grający na pozycji obrońcy.

## Kariera klubowa
Anastasi rozpoczął karierę w Pietà Hotspurs, z której w 1953 roku trafił do Hibernians FC. Zadebiutował w tym klubie 8 lutego 1953 w przegranym 2:3 meczu z Floriana FC. Z Hibernians dwukrotnie został mistrzem kraju (1960/1961 i 1968/1969) oraz dwukrotnie zdobył Cassar Cup (1961/1962 i 1962/1963). W 1969 roku zakończył karierę.

## Kariera reprezentacyjna
W reprezentacji Malty zadebiutował 18 czerwca 1961 w przegranym 0:3 meczu z Włochami C. Łącznie rozegrał 2 spotkania w kadrze. Jako członek Royal Malta Artillery grał w reprezentacji armii.

## Dalsze losy
Zmarł 16 października 2012.